# Разгневанный
«Разгневанный» (фр. L'Homme En Colère) — кинофильм.

## Сюжет
В Канаду прилетает Ромен Дюпре, чтобы опознать в морге убитого сына Жюльена, но это оказывается не он. Желая найти сына, которого давно что-то связывает с какими-то подозрительными лицами (и этим уже заинтересовалась полиция), Ромен начинает поиски Жюльена в Канаде. Случайно он встречает молодую женщину Карен и вместе с ней находит сына, который в тот момент с большой суммой денег собирается перейти границу США. Ромен пытается уговорить сына отказаться от этой аферы, но напрасно. В этот момент появляется полиция и сообщники Жюльена, которых тот обманул. Начинается перестрелка, в результате которой Ромена ранят. Жюльен отказывается от побега, а его бывших напарников задерживает полиция.

## В ролях
- Лино Вентура — Ромен Дюпре
- Энджи Дикинсон — Карен
- Лоран Мале — Жюльен Дюпре
- Дональд Плезенс — Альберт Пампельмейер
- Лиза Пеликан — Анне